# هانا فريدمان
هانا فريدمان (بالإنجليزية: Hannah Friedman)‏ هي مؤرخة أمريكية، ولدت في 29 سبتمبر 1986 في نيويورك في الولايات المتحدة.

## وصلات خارجية
- الموقع الرسمي